# Phymactis pustulata
Phymactis pustulata is een zeeanemonensoort uit de familie Actiniidae.
Phymactis pustulata is voor het eerst wetenschappelijk beschreven door Couthouy in Dana in 1846.